# Fireforvandling
Fireforvandling (internationalt bruges ofte det tyske udtryk Allumwandlung) er betegnelsen  for et skakopgavetema i problemskak. Det er kendetegnet ved, at de forskellige løsninger af opgaven indebærer, at en bonde (eller sommetider flere bønder) forvandles til alle de fire mulige officerer, dvs. til henholdsvis springer, løber, tårn og dronning.
Til højre ses en skakopgave med fireforvandling, som er komponeret af den danske problemist Niels Høeg (1876-1951) og første gang offentliggjort i 1905. Opgavens fordring lyder: Hvid i trækket sætter mat i tre træk. 
Nøgletrækket (hvids første træk) er 1.f7, og afhængigt af, hvordan sort forsvarer sig, forvandler hvid i andet træk bonden til enten en dronning, et tårn, en løber eller en springer. Varianterne er:
1... e4 2. f8D ~ 3. De7 mat (eller Df6 mat)
1... Kd6 2. f8D Kc6 3. Dc5 mat
1... exf4 2. f8T Kd6 3. Tf6 mat
1... exd4 2. f8L Kf6 3. Ta6 mat
1... Kf6 2. f8S exd4 3. Tf7 mat
Betydningen af, at hvid underforvandler, belyses bedst ved at se, hvad der sker ved forvandling  til en dronning (den stærkeste brik) uanset, hvad sort trækker. Efter 1... exf4 eller 1... exd4 2. f8D er der pat, mens der efter 1... Kf6 2. f8D Kxg6 ikke er nogen matsætning.